# Richard Wienold
Richard Wienold (* 23. August 1998) ist ein deutscher Snookerspieler, der dreimal die deutsche Snooker-Meisterschaft gewann.

## Karriere
Wienold machte 2016 sein Abitur am Eduard-Spranger-Gymnasium in Landau in der Pfalz und begann 2017 ein duales Studium des Maschinenbaus an der Hochschule Heilbronn. Schon als Schüler feierte er auf regionaler Ebene einige Erfolge als Snookerspieler. Recht bald wurde er auch Teammitglied der Snooker-Mannschaft des 1. SC Breakers Rüsselsheim, später spielte er bei der TSG 1845 Heilbronn. Zudem spielte er ab 2013 auch auf nationaler Ebene, insbesondere bei der deutschen Meisterschaft, der Junioren-Meisterschaft und den Events des German Grand Prix. Ein erster internationaler Erfolg war eine Hauptrundenteilnahme bei der U21-Europameisterschaft 2015. Mit zunehmenden Erfolgen bei den deutschen Turnieren nahm er ab 2015 auch regelmäßig am Paul Hunter Classic teil. Sein erster großer Titelgewinn war der deutsche Meistertitel der U21 im Frühjahr 2017.
Diesem Titel folgte nur wenige Monate später der Gewinn der deutschen Haupt-Meisterschaft. 2019 gewann er erstmals ein Event des German Grand Prix, bevor er zum German Masters eingeladen wurde, dort aber recht früh ausschied. Zudem konnte er mehrfach die finalen Runden der 3 Kings Open erreichen und zog bei der Europameisterschaft 2020 ins Achtelfinale ein. 2021 nahm er erstmals an der Q School teil, schied aber in allen drei Events sehr früh aus. Wienold war selbst mit geringen Erwartungen in seine Q-School-Teilnahme gegangen, er wolle zunächst schauen, was bereits möglich ist, und in den Monaten danach seine Spielweise verbessern. Auch wenn er im selben Jahr an seine vorherigen Ergebnisse bei der Europameisterschaft nicht ganz anschließen konnte, verbuchte er im Jahresverlauf mit einer Halbfinalteilnahme bei der Amateurweltmeisterschaft im Six-Red-Snooker einen Achtungserfolg auf internationaler Ebene. In dieser Variante wurde er 2022 zudem deutscher Meister.
Bei der Six-Reds-WM konnte Wienold 2022 nicht an das gute Ergebnis des Vorjahres anknüpfen; er schied bereits im Achtelfinale aus. Einen Monat später war er jedoch wieder erfolgreich, als er mit einem 4:1-Sieg über Umut Dikme zum zweiten Mal die deutsche Meisterschaft gewann. Im Jahr darauf folgte direkt der dritte Titel, wodurch er mit Peter Wagner, Marcus Westen, Sascha Diemer, Mike Henson, Lasse Münstermann und Patrick Einsle als Rekordsieger der deutschen Snooker-Meisterschaft gleichzog. 2024 gelang ihm der zweite Sieg bei der deutschen 6-Reds-Meisterschaft, den er im Jahr darauf verteidigen konnte. Darüber hinaus erreichte er 2024 zum zweiten Mal das Halbfinale der 6-Red-WM sowie erneut mehrere Finals der German-Grand-Prix-Serie.

## Erfolge
| Ausgang         | Jahr | Turnier                       | Finalgegner           | Ergebnis |
| --------------- | ---- | ----------------------------- | --------------------- | -------- |
| Amateurturniere |      |                               |                       |          |
| Sieger          | 2017 | Deutsche U21-Meisterschaft    | Johannes Schmitt      | 4:1      |
| Sieger          | 2017 | Deutsche Meisterschaft        | Roman Dietzel         | 4:2      |
| Zweiter         | 2019 | German Grand Prix – Event 3   | Umut Dikme            | 2:4      |
| Sieger          | 2019 | Deutsche U21-Meisterschaft    | Daniel Sciborski      | 4:3      |
| Sieger          | 2019 | Patricks Royal Classic        | Michael Schnabel      | 3:1      |
| Zweiter         | 2019 | German Grand Prix – Event 4   | Simon Lichtenberg     | 1:3      |
| Sieger          | 2019 | German Grand Prix – Event 2   | Gavin Thomas          | 3:1      |
| Sieger          | 2020 | German Grand Prix – Event 1   | Miro Popovic          | 3:1      |
| Sieger          | 2022 | Deutsche 6-Reds-Meisterschaft | Felix Frede           | 5:4      |
| Sieger          | 2022 | Deutsche Meisterschaft        | Umut Dikme            | 4:1      |
| Sieger          | 2023 | Deutsche Meisterschaft        | Alexander Widau       | 4:0      |
| Sieger          | 2024 | Deutsche 6-Reds-Meisterschaft | Luca Kaufmann         | 5:4      |
| Sieger          | 2024 | German Grand Prix – Event 5   | Florian Nüßle         | 3:2      |
| Sieger          | 2025 | 3 Kings Open                  | Alexander Ursenbacher | 3:1      |
| Zweiter         | 2025 | German Grand Prix – Event 3   | Sybren Sokolowski     | 1:3      |
| Zweiter         | 2025 | German Grand Prix – Event 4   | Alexander Widau       | 0:1      |
| Sieger          | 2025 | Deutsche 6-Reds-Meisterschaft | Luca Kaufmann         | 5:0      |